# Cronologia da pandemia de COVID-19 em outubro de 2022
Este artigo documenta a cronologia e epidemiologia do vírus SARS-CoV-2 em outubro de 2022, o vírus que causa a COVID-19 e é responsável pela pandemia de COVID-19. Os primeiros casos humanos da COVID-19 foram identificados em Wuhan, República Popular da China, em dezembro de 2019.

## Cronologia

### 1 de outubro
- A Malásia registrou 1.626 novos casos, elevando o número total para 4.842.505. Há 2.386 recuperações, elevando o número total de recuperações para 4.781.122. O número de mortos permanece 36.374.[1]
- A Rússia ultrapassa 21 milhões de casos de COVID-19.
- Singapura registrou 3.510 novos casos, elevando o número total para 1.911.417. Uma nova morte foi relatada, elevando o número de mortos para 1.619.[2]
- Os jogadores do Bayern de Munique, Joshua Kimmich e Thomas Müller, testaram positivo para a COVID-19.[3]

### 2 de outubro
- A Malásia registrou 1.360 novos casos, elevando o número total para 4.843.865. São 2.271 recuperações, elevando o número total de recuperações para 4.783.393. Uma morte foi relatada, elevando o número de mortos para 36.375.[4]
- Singapura registrou 2.863 novos casos, elevando o número total para 1.914.280. Uma nova morte foi relatada, elevando o número de mortos para 1.620.[2]
- O músico inglês Ringo Starr testa positivo para a COVID-19 e cancela seu concerto.[5]

### 3 de outubro
- A Malásia relatou 1.244 novos casos, elevando o número total para 4.845.109. Há 2.005 recuperações, elevando o número total de recuperações para 4.785.398. Houve cinco mortes, elevando o número de mortos para 36.380.[6]
- A Nova Zelândia registrou 9.975 novos casos, elevando o número total para 1.789.425. Há 9.776 recuperações, elevando o número total de recuperações para 1.777.436. Há oito mortes, elevando o número de mortos para 2.038.[7]
- Singapura registrou 2.713 novos casos, elevando o número total para 1.916.993. Duas novas mortes foram relatadas, elevando o número de mortos para 1.622.[2]

### 4 de outubro
- A Malásia registrou 1.483 novos casos, elevando o número total para 4.846.592. Existem 1.852 recuperações, elevando o número total de recuperações para 4.787.250. Houve cinco mortes, elevando o número de mortos para 36.385.[8]
- Singapura relatou 7.146 novos casos, incluindo 6.888 na comunidade durante o evento de Fómula 1, elevando o número total para 1.924.139. Duas novas mortes foram relatadas, elevando o número de mortos para 1.624.[2][9]

### 5 de outubro
Relatório semanal da OMS:
- A Malásia relatou 1.722 novos casos, elevando o número total para 4.848.314. Há 1.639 recuperações, elevando o número total de recuperações para 4.788.889. Houve duas mortes, elevando o número de mortos para 36.387.[11]
- Singapura relatou 5.923 novos casos, elevando o número total para 1.930.062.[2]

### 6 de outubro
- A Malásia relatou 1.794 novos casos, elevando o número total para 4.850.108. Há 1.227 recuperações, elevando o número total de recuperações para 4.790.116. Houve quatro mortes, elevando o número de mortos para 36.391.[12]
- Singapura relatou 6.208 novos casos, elevando o número total para 1.936.270. Uma nova morte foi relatada, elevando o número de mortos para 1.625.[13]

### 7 de outubro
- A Malásia relatou 1.788 novos casos, elevando o número total para 4.851.896. Há 1.509 recuperações, elevando o número total de recuperações para 4.791.625. Houve três mortes, elevando o número de mortos para 36.394.[14]
- Singapura relatou 5.934 novos casos, elevando o número total para 1.942.204. Três novas mortes foram relatadas, elevando o número total de mortos para 1.628.[13]

### 8 de outubro
- A Malásia relatou 1.627 novos casos, elevando o número total para 4.853.523. Há 2.379 recuperações, elevando o número total de recuperações para 4.794.004. Houve quatro mortes, elevando o número de mortos para 36.398.[15]
- Singapura relatou 6.198 novos casos, elevando o número total para 1.948.402. Uma nova morte foi relatada, elevando o número de mortos para 1.629.[13]

### 9 de outubro
- A Malásia relatou 1.453 novos casos, elevando o número total para 4.854.976. Há 1.800 recuperações, elevando o número total de recuperações para 4.795.804. Houve duas mortes, elevando o número de mortos para 36.400.[16]
- Singapura informou 4.795 novos casos, elevando o número total para 1.953.197.[13]

### 10 de outubro
- A Alemanha ultrapassa os 34 milhões de casos de COVID-19.[17]
- Hong Kong anunciou duas novas subvariantes da Ómicron (BA.2.75.2 e XBB.1), sendo que o país relatou 4.874 novos casos.[18]
- A Malásia relatou 1.241 novos casos, elevando o número total para 4.856.217. Há 1.843 recuperações, elevando o número total de recuperações para 4.797.647. Houve três mortes, elevando o número de mortos para 36.403.[19]
- A Nova Zelândia relatou 9.405 novos casos, elevando o número total para 1.800.602. Há 9.926 recuperações, elevando o número total de recuperações para 1.787.362. Há 17 mortes, elevando o número de mortos para 2.055.[20]
- Singapura relatou 4.719 novos casos, elevando o número total para 1.957.916. Três novas mortes foram relatadas, elevando o número de mortos para 1.632[13][21]

### 11 de outubro
- A Malásia relatou 1.291 novos casos, elevando o número total para 4.857.508. Há 1.592 recuperações, elevando o número total de recuperações para 4.799.239. Houve três mortes, elevando o número de mortos para 36.406.[22]
- Singapura relatou 11.732 novos casos, elevando o número total para 1.969.648. O recente aumento dos casos é impulsionado pela nova variante da COVID-19 chamada XBB. Duas novas mortes foram relatadas, elevando o número de mortos para 1.634.[13][23]

### 12 de outubro
Relatório Semanal da OMS:
- A Coreia do Sul relatou 30.535 novos casos, superando 25 milhões de casos relativos, elevando o número total para 25.025.749.[25]
- A França ultrapassa os 36 milhões de casos de COVID-19.[26]
- A Malásia relatou 1.628 novos casos, elevando o número total para 4.859.136. Há 1.345 recuperações, elevando o número total de recuperações para 4.800.584. Uma morte foi relatada, elevando o número de mortes para 36.407.[27]
- Singapura relatou 9.611 novos casos, elevando o número total para 1.979.259. Duas novas mortes foram relatadas, elevando o número total de mortos para 1.636.[13]
- O apresentador e produtor estadunidense Ryan Seacrest testou positivo para a COVID-19.[28]

### 13 de outubro
- O Bangladesh anunciou seus primeiros casos da subvariante XBB, que foi originária de Hong Kong.[29]
- O Canadá relatou 9111 novos casos e 109 novas mortes.
- A Malásia relatou 2.090 novos casos, elevando o número total para 4.861.226. Há 1.428 recuperações, elevando o número total de recuperações para 4.802.012. Houve três mortes, elevando o número de mortos para 36.410.[30]
- Nepal supera 1 milhão de casos de COVID-19. Além disso, o país registrou seus primeiros casos da subvariante XBB.[29]
- Singapura relatou 9.501 novos casos, elevando o número total para 1.988.760. Três novas mortes foram relatadas, elevando o número total de mortos para 1.639.
- Taiwan relatou 53.356 novos casos, ultrapassando 7 milhões de casos relativos, elevando o número total para 7.050.750. 29 novas mortes foram relatadas, elevando o número de mortos para 11.686.[31]
- O músico inglês Ringo Starr testou positivo para COVID-19 pela segunda vez em 11 dias, levando assim ao cancelamento para o restante da sua turnê nos Estados Unidos.[32]

### 14 de outubro
- A Itália ultrapassa os 23 milhões de casos de COVID-19.[33]
- A Malásia relatou 2.231 novos casos, elevando o número total para 4.863.457. Há 1.473 recuperações, elevando o número total de recuperações para 4.803.485. Houve cinco mortes, elevando o número de mortos para 36.415.[34]
- Singapura relatou 9.087 novos casos, elevando o número total para 1.997.847. Duas novas mortes foram relatadas, elevando o número total de mortos para 1.641.

### 15 de outubro
- A Malásia registrou 2.023 novos casos, elevando o número total para 4.865.480. Existem 1.699 recuperações, elevando o número total de recuperações para 4.805.184. O número de mortos permaneceu em 36.415.[35]
- Singapura relatou 8.037 novos casos e ultrapassa os 2 milhões de casos totais de COVID-19, com 2.005.884 casos confirmados.

### 16 de outubro
- A Malásia comunicou 1.712 novos casos, elevando o número total para 4.867.192. Há 1.699 recuperações, elevando o número total de recuperações para 4.806.883. Há duas mortes, o que eleva o número de mortos para 36.417.[36]
- Singapura comunicou 6.181 novos casos, elevando o número total para 2.012.065. Três novas mortes foram relatadas, elevando o número de mortos para 1.644.[37]

### 17 de outubro
- A Malásia comunicou 1.210 novos casos, elevando o número total para 4.868.402. Há 2.026 recuperações, elevando o número total de recuperações para 4.808.909. Houve seis mortes, elevando o número total de mortos para 36.423.[38]
- A Nova Zelândia registou 14.311 novos casos na última semana, elevando o número total para 1.814.890. Há 11.178 recuperações, elevando o número total de recuperações para 1.798.540. Há dez mortes, elevando o número de mortos para 2.065.[39]
- Singapura comunicou 5.196 novos casos, elevando o número total para 2.017.261. Duas novas mortes foram relatadas, elevando o número de mortos para 1,646.[37]

### 18 de outubro
- A Malásia comunicou 1.873 novos casos, elevando o número total para 4.870.275. Há 1.515 recuperações, elevando o número total de recuperações para 4.810.424. Houve três mortes, elevando o número de mortos para 36.426.[40]
- As Filipinas relataram os seus primeiros casos da subvariante XBB. O país também anunciou um novo tipo de variante Ómicron chamado XBC.[41]
- Singapura comunicou 11.934 novos casos, elevando o número total para 2.029.195. Cinco novas mortes foram relatadas, elevando o número de mortos para 1.651.[42][37]

### 19 de outubro
Relatório Semanal da OMS:
- A Malásia comunicou 2.295 novos casos, elevando o número total para 4.872.570. Há 1.386 recuperações, elevando o número total de recuperações para 4.811.810. Houve três mortes, elevando o número de mortos para 36.429.[44]
- Singapura comunicou 8.752 novos casos, elevando o número total para 2.037.947. Três novas mortes foram relatadas, elevando o número de mortos para 1,654.[37]

### 20 de outubro
- A Alemanha ultrapassa os 35 milhões de casos de COVID-19.[45]
- A Malásia comunicou 2,561 novos casos, elevando o número total para 4,875,131. Há 1.248 recuperações, elevando o número total de recuperações para 4.813.058. Houve oito mortes, elevando o número total de mortos para 36.437.[46]
- Singapura comunicou 8.176 novos casos, elevando o número total para 2.046.123. Foram reportadas cinco novas mortes, elevando o número total de mortos para 1.659.~

### 21 de outubro
- A Malásia registrou 2.256 novos casos, elevando o número total para 4.877.387. São 1.363 recuperações, elevando o número total de recuperações para 4.814.421. Houve três mortes, elevando o número de mortos para 36.440.[47]
- Singapura registrou 7.247 novos casos, elevando o número total para 2.053.370. Uma nova morte foi relatada, elevando o número de mortos para 1.660.
- Os Estados Unidos da América ultrapassam os 99 milhões de casos de COVID-19.[48]

### 22 de outubro
- A Malásia registrou 2.618 novos casos, elevando o número total para 4.880.005. Há 1.841 recuperações, elevando o número total de recuperações para 4.816.262. Houve quatro mortes, elevando o número de mortos para 36.444.[49]
- Singapura registrou 6.339 novos casos, elevando o número total para 2.059.709.
- A diretora do CDC, Rochelle Walensky, testou positivo para a COVID-19.[50]

### 23 de outubro
- A Malásia registrou 2.054 novos casos, elevando o número total para 4.882.059. São 1.975 recuperações, elevando o número total de recuperações para 4.818.237. O número de mortos permaneceu nos 36.444.[51]
- Singapura registrou 4.454 novos casos, elevando o número total para 2.064.163. Duas novas mortes foram relatadas, elevando o número de mortos para 1.662.

### 24 de outubro
- O Japão comunicou 16.852 novos casos diários, ultrapassando 22 milhões de casos relativos, elevando o número total para 22.008.129.[52]
- A Malásia comunicou 1.737 novos casos, elevando o número total para 4.883.796. Há 2.118 recuperações, elevando o número total de recuperações para 4.820.355. Houve três mortes, elevando o número de mortos para 36.447.[53]
- A Nova Zelândia comunicou 16.399 novos casos, elevando o número total para 1.831.233. Há 14.245 recuperações, elevando o número total de recuperações para 1.812.785. Há 30 mortes, elevando o número de mortos para 2.095.[54]
- Singapura comunicou 3.627 novos casos, elevando o número total para 2.067.790. Foi reportada uma nova morte, elevando o número de mortos para 1,663.[55]

### 25 de outubro
- A Malásia comunicou 1.743 novos casos, elevando o número total para 4.885.539. Há 1.935 recuperações, elevando o número total de recuperações para 4.822.290. Houve cinco mortes, elevando o número de mortos para 36.452.[56]
- Singapura comunicou 2.994 novos casos, elevando o número total para 2.070.784. Foram reportadas três novas mortes, elevando o número de mortos para 1.666.[57] Além disso, o país detectou duas novas subvariantes Omicron chamadas BQ.1 e BQ.1.1.[55][58]
- O jogador de críquete australiano Adam Zampa testou positivo para a COVID-19.[59]

### 26 de outubro
Relatório Semanal da OMS:
- A Malásia comunicou 2.136 novos casos, elevando o número total para 4.887.675. Há 1.695 recuperações, elevando o número total de recuperações para 4.823.984. Houve seis mortes, elevando o número de mortos para 36.458.[61]
- Singapura comunicou 9.557 novos casos, elevando o número total para 2.080.341. Duas novas mortes foram relatadas, elevando o número de mortos para 1,668.[55]
- A cantora americana Selena Gomez testou positivo para a COVID-19 e cancelou a sua próxima aparição no The Tonight Show Starring Jimmy Fallon.[62]

### 27 de outubro
- A Malásia comunicou 2.762 novos casos, elevando o número total para 4.890.437. Há 1.271 recuperações, elevando o número total de recuperações para 4.825.255. Houve quatro mortes, elevando o número total de mortos para 36.462.[63]
- Singapura comunicou 6.247 novos casos, elevando o número total para 2.086.588. Duas novas mortes foram relatadas, elevando o número de mortos para 1.670
- O jogador australiano de cricket Matthew Wade testou positivo para a COVID-19 antes do jogo contra a Inglaterra.[64]

### 28 de outubro
- O Canadá reportou 4.611 novos casos e 94 novas mortes.
- A Malásia comunicou 3.296 novos casos, elevando o número total para 4.893.733. Há 1.960 recuperações, elevando o número total de recuperações para 4.827.215. Foi reportada uma morte, elevando o número de mortos para 36.463.[65]
- As Filipinas ultrapassaram os 4 milhões de casos.[66]
- Singapura comunicou 5.301 novos casos, elevando o número total para 2.091.889. Duas novas mortes foram relatadas, elevando o número de mortos para 1.672.

### 29 de outubro
- A Malásia registrou 3.189 novos casos, elevando o número total para 4.896.922. Existem 2.541 recuperações, elevando o número total de recuperações para 4.829.756. Uma morte foi relatada, elevando o número de mortos para 36.464.[67]
- Singapura comunicou 4.631 novos casos, elevando o número total para 2.096.520. Duas novas mortes foram relatadas, elevando o número de mortos para 1.674.

### 30 de outubro
- A Malásia registrou 3.129 novos casos, elevando o número total para 4.900.051. Existem 2.464 recuperações, elevando o número total de recuperações para 4.832.220. Há duas mortes, elevando o número de mortos para 36.466.[68]
- Singapura registrou 3.240 novos casos, elevando o número total para 2.099.760. Duas novas mortes foram relatadas, elevando o número de mortos para 1.676.

### 31 de outubro
- A Malásia registrou 2.913 novos casos, elevando o número total para 4.902.964. Existem 2.833 recuperações, elevando o número total de recuperações para 4.835.053. Há nove mortes, elevando o número de mortos para 36.475.[69]
- A Nova Zelândia registrou 20.522 novos casos, elevando o número total para 1.851.689. Há 16.321 recuperações, elevando o número total de recuperações para 1.829.106. Houve 11 mortes, elevando o número de mortos para 2.106.[70]
- Singapura registrou 2.612 novos casos, elevando o número total para 2.102.372. Quatro novas mortes foram relatadas, elevando o número de mortos para 1.680.
- A diretora do CDC, Rochelle Walensky, testou positivo para a COVID-19 pela segunda vez em menos de 10 dias, após seu tratamento com Paxlovid.[71]